# Vatroslav Oblak
Vatroslav Ignacij Oblak, slovenski jezikoslovec, * 15. maj 1864, Celje, † 15. april 1896, Celje, Slovenija.

## Življenjepis
Oblak, sin podobarja Ignacija Oblaka, je ljudsko šolo obiskoval v Celju, gimnazijo od 1874 v Celju, ponavljal je 1., 2. in 4. razred, pozneje pa dobro napredoval. Po končanem 7. razredu je zbolel za sušico in za eno leto prenehal z učenjem; jeseni 1885 je vstopil v 8. razred v Celju, bil pa 26. novembra izključen iz vseh avstrijskih gimnazij, ker je sošolce nagovoril, da so cesarsko himno peli v slovenščini, zato se je nato preselil v Zagreb, kjer je 1886 maturiral. Na jesen je odšel na Dunaj, kjer je študiral slovansko filologijo in primerjalno književnost. Dne 11. marca 1891 je bil promoviran za doktorja, dobil isto leto od dunajske univerze  Linsbergovo štipendijo in v novembru odpotoval v Makedonijo, kjer je največ časa preživel  v Solunu, da bi tam proučeval makedonska narečja. Ker so ga Turki imeli za vohuna, so ga v začetku marca 1892 zaprli, ga po posredovanju avstrijskega konzula izpustili; moral pa je nemudoma zapustiti Makedonijo in Turčijo. Po kratkem bivanju na Dunaju in v Celju je maja 1892 odpotoval na dalmatinske otoke študirat čakavsko narečje; na Jadranu se je mudil nekako do konca avgusta. Po vrnitvi se je potegoval za slovenski lektorat v Gradcu, se junija 1893 v Gradcu habilitiral za jugoslovansko filologijo; v zimskem semestru 1893/1894 je začel predavati. Jeseni 1895 se mu je zdravje močno poslabšalo, tako da je že težko predaval. Dne 12. marca 1896 ga je graška filozofska fakulteta predlagala za izrednega profesorja slovanske filologije s posebnim ozirom na slovenščino, toda imenovanja ni več dočakal.

## Delo
Po vpisu na univerzo je začel objavljati v znanstvenem časopisu Archiv für slaviche Philologie in v manj kot 10 letih napisal okoli 150 člankov in razprav. Proučeval je zgodovino slovenskega jezika in njegova narečja (Koroška, Bela krajina, Prekmurje, Vipavska dolina), narečja hrvaškega jezika, zlasti čakavščino (otok Lastovo), makedonska in bolgarska narečja. Na področju južnoslovanske dialektologije je postal mednarodno priznan stokovnjak. Da bi dokazal makedonski izvor stare cerkvene slovanščine, v nasprotju s Kopitarjevo in Miklošičevo panonsko teorijo, je 1891/1892 raziskoval narečja severno od Soluna in o njih napisal obsežno razpravo Macedonische Studien, ki je eno temeljnih del o makedonskih narečjih.
Oblak je v zgodovini slovenskega jezika in dialektologiji prvi predhodnik Frana Ramovša. Obravnaval je jezik slovenskih protestantov 16. stoletja. Spremljal je tudi vse raziskovalno dogajanje v slavistiki ter v delu Archiv für slavische Philologie in drugod objavil na desetine ocen in kritičnih razprav.